# Siauga de Sant Roman e Santa Maria de las Chasas
Siaugues-Sainte-Marie és un municipi francès situat al departament de l'Alt Loira i a la regió d'Alvèrnia-Roine-Alps. L'any 2007 tenia 796 habitants.

## Demografia

### Població
El 2007 la població de fet de Siaugues-Sainte-Marie era de 796 persones. Hi havia 368 famílies de les quals 128 eren unipersonals (56 homes vivint sols i 72 dones vivint soles), 108 parelles sense fills, 96 parelles amb fills i 36 famílies monoparentals amb fills.
La població ha evolucionat segons el següent gràfic:
Habitants censats

### Habitatges
El 2007 hi havia 625 habitatges, 367 eren l'habitatge principal de la família, 187 eren segones residències i 71 estaven desocupats. 592 eren cases i 28 eren apartaments. Dels 367 habitatges principals, 291 estaven ocupats pels seus propietaris, 60 estaven llogats i ocupats pels llogaters i 16 estaven cedits a títol gratuït; 11 tenien dues cambres, 44 en tenien tres, 72 en tenien quatre i 240 en tenien cinc o més. 267 habitatges disposaven pel capbaix d'una plaça de pàrquing. A 176 habitatges hi havia un automòbil i a 130 n'hi havia dos o més.

### Piràmide de població
La piràmide de població per edats i sexe el 2009 era:
| Homes | Edats   | Dones |
| ----- | ------- | ----- |
| 0     | 95 o +  | 0     |
| 0     | 90 a 94 | 0     |
| 4     | 85 a 89 | 12    |
| 8     | 80 a 84 | 16    |
| 20    | 75 a 79 | 24    |
| 36    | 70 a 74 | 40    |
| 32    | 65 a 69 | 40    |
| 16    | 60 a 64 | 28    |
| 12    | 55 a 59 | 12    |
| 40    | 50 a 54 | 16    |
| 44    | 45 a 49 | 40    |
| 28    | 40 a 44 | 24    |
| 40    | 35 a 39 | 16    |
| 16    | 30 a 34 | 20    |
| 24    | 25 a 29 | 20    |
| 36    | 20 a 24 | 12    |
| 24    | 15 a 19 | 20    |
| 8     | 10 a 14 | 8     |
| 4     | 5 a 9   | 12    |
| 12    | 0 a 4   | 12    |

## Economia
El 2007 la població en edat de treballar era de 465 persones, 331 eren actives i 134 eren inactives. De les 331 persones actives 294 estaven ocupades (171 homes i 123 dones) i 37 estaven aturades (17 homes i 20 dones). De les 134 persones inactives 59 estaven jubilades, 26 estaven estudiant i 49 estaven classificades com a «altres inactius».

### Ingressos
El 2009 a Siaugues-Sainte-Marie hi havia 362 unitats fiscals que integraven 775,5 persones, la mediana anual d'ingressos fiscals per persona era de 12.807 €.

### Activitats econòmiques
Dels 44 establiments que hi havia el 2007, 1 era d'una empresa alimentària, 2 d'empreses de fabricació d'altres productes industrials, 7 d'empreses de construcció, 7 d'empreses de comerç i reparació d'automòbils, 4 d'empreses de transport, 2 d'empreses d'hostatgeria i restauració, 1 d'una empresa d'informació i comunicació, 3 d'empreses financeres, 1 d'una empresa immobiliària, 8 d'empreses de serveis, 5 d'entitats de l'administració pública i 3 d'empreses classificades com a «altres activitats de serveis».
Dels 11 establiments de servei als particulars que hi havia el 2009, 1 era una oficina de correu, 1 una oficina bancària, 2 paletes, 1 fusteria, 1 lampisteria, 2 electricistes, 1 perruqueria, 1 veterinari i 1 restaurant.
Dels 3 establiments comercials que hi havia el 2009, 1 era una botiga de menys de 120 m², 1 una fleca i 1 una carnisseria.
L'any 2000 a Siaugues-Sainte-Marie hi havia 61 explotacions agrícoles que ocupaven un total de 2.679 hectàrees.

## Equipaments sanitaris i escolars
El 2009 hi havia 1 farmàcia i 1 ambulància.
El 2009 hi havia 2 escoles elementals.

## Poblacions més properes
El següent diagrama mostra les poblacions més properes.